# Абакумов, Валентин Георгиевич
Валенти́н Гео́ргиевич Абаку́мов (род. 24 июня 1938, Горловка, Сталинская область) — украинский советский учёный, специалист в области радиоэлектроники. Доктор технических наук (1975), профессор (1980).

## Награды
- 1989 — Государственная премия УССР в области науки и техники.
- 1992 — Заслуженный деятель науки и техники Украины.